# Салаберга
Салаберга или Садалберга (Salaberga, Sadalberga, умерла в 665 году) — святая игумения Лаонская. День памяти — 22 сентября.
Святая Салаберга была дочерью графа Эльзасского Гундоина. Исцелённая в детстве от слепоты св. Евстахием, она была дважды замужем. Первый её муж скончался через два месяца после свадьбы. Вторым мужем был святой Бландин (Blandinus), от которого она родила пять детей и которых звали Саретруда (Saretrude), Эбана (Ebana), Анструда, Евстасий (Eustasius), скончавшийся в детстве, и Балдуин (Baldwin). Балдуин или Бодуэн (Baudoin, память 16 октября) и Анструда причислены к лику святых. Её братом был св. Левдин Бодо. После нескольких лет свв. Салаберга и Бландин по взаимному согласию решили жить раздельно. Он стал отшельником, а она стала настоятельницей монастыря в Пуланжи (Poulangey). Впоследствии св. Салаберга основала монастырь Иоанна Крестителя в Лаоне.